# 布沃特尼察河
54°08′40″N 15°24′08″E / 54.144475°N 15.402310°E

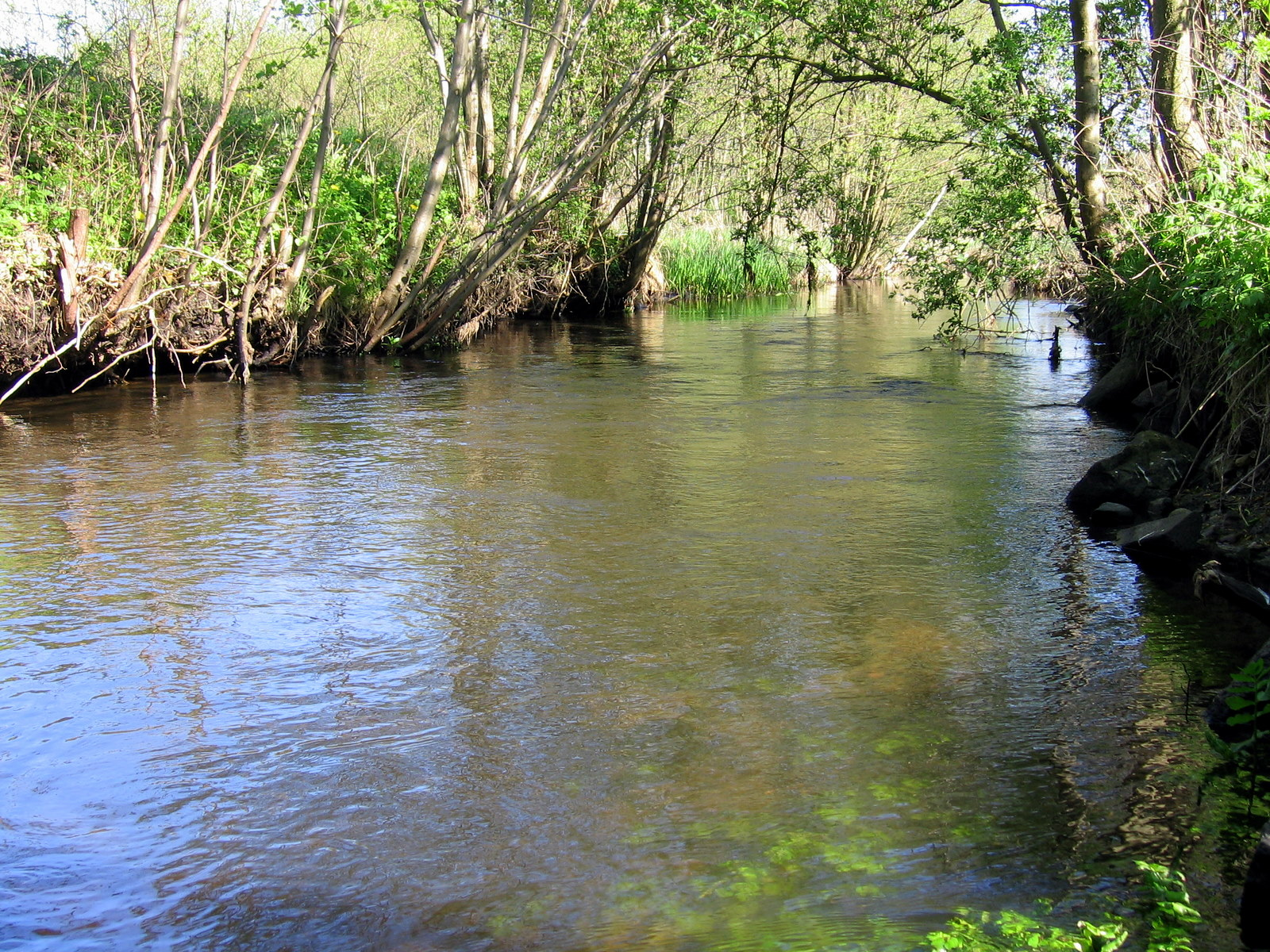

布沃特尼察河是波蘭的河流，位於該國西北部西波美拉尼亞省，處於首都華沙西北面400公里，河道全長27公里，最終注入波羅的海。